# Ilattia axis
Ilattia axis là một loài bướm đêm trong họ Noctuidae.